# Mark 37 (torped)
Mark 37 var en målsökande torped som var avsedd att användas mot ubåtar. Den var huvudvapnet mot andra ubåtar ombord på amerikanska ubåtar från 1956 till 1972 då den ersattes av Mark 48.

## Utveckling
Mark 37 kombinerade den passiva målsökaren från Mark 27 med en aktiv sonar och en kraftfullare motor. I likhet med Mark 27 kunde Mark 37 simma ut ur torpedtuben av egen kraft och behövde inte skjutas ut med tryckluft, något som gjorde den betydligt tystare. Den använde gyron för att hålla rak kurs tills den upptäckte en ljudkälla att anfalla. Målsökarens räckvidd var dock bara drygt 600 meter, vilket gjorde träffsannolikheten begränsad. Får att åtgärda det infördes i Mod 1 samma trådstyrning som på Mark 39. För att få plats med wiretrumman gjordes torpeden längre samtidigt som maxhastigheten blev lägre, men eftersom torpeden kunde styras efter avfyring ökades träffsannolikheten avsevärt.
År 1967 genomgick alla Mark 37-torpeder ett moderniseringsprogram där den magnetostriktiva sensorn byttes ut mot en piezoelektrisk vilket ökade sensorns räckvidd till 900 meter.
Mark 37:ans största svagheter var hastigheten och maxdjupet. Chansen att träffa ett mål som gjorde 20 knop bedömdes vara runt 10%, för långsammare mål större. Den kunde inte heller gå djupare än 330 meter. För att öka hastigheten utvecklade Westinghouse torpeden NT-37 som drevs av ottobränsle och som var både snabbare och hade längre räckvidd. USA:s flotta valde dock att inte köpa in den utan satsade i stället på den mer kapabla Mark 48. NT-37 exporterades i stället till andra länder som exempelvis Israel som moderniserade dem ytterligare.
Av de Mark 37:or som blev ersatta av Mark 48 blev några ombyggda till Mark 67 SLMM, en självgående mina som kunde avfyras från torpedtuber mot hamnar, inlopp och trånga passager där den sjönk till botten som en mina.

## Varianter
- Mark 37 Mod 0 – Autonom torped med akustisk målsökare.
- Mark 37 Mod 1 – Förlängd torped med wirestyrning.
- Mark 37 Mod 2 – Mod 1 med piezoelektrisk målsökare.
- Mark 37 Mod 3 – Mod 0 med piezoelektrisk målsökare.
- NT-37 – Modell med ottobränsledriven motor.